# Prosopofrontina frontosa
Prosopofrontina frontosa là một loài ruồi trong họ Tachinidae.